# Dżul
Dżul (J) (ang. Joule) – jednostka pracy i energii – w tym ciepła – w układzie SI. Jeden dżul to praca wykonana przez siłę o wartości 1 N przy przesunięciu punktu przyłożenia siły o 1 m w kierunku równoległym do kierunku działania siły
1 J = 1 N·m.
Związek z mocą:
1 J = 1 W·s.
Nazwa dżul pochodzi od nazwiska angielskiego fizyka Jamesa Joule’a.
Przeliczenie 1 dżula na inne jednostki pracy, energii i ciepła:
- kaloria (cal), 1 J = 0,238846 cal,
- erg, 1 J = 107 erg,
- elektronowolt (eV), 1 J = 0,62415×1019 eV,
- kilogramometr (kGm), 1 J = 0,10197 kGm,
- kilowatogodzina (kWh), 1 J = 1/3600000 kWh ≈ 0,278×10−6 kWh.

## Dżul a niutonometr
Jednostką momentu siły jest N · m. Iloczyn niutona i metra to w układzie SI dżul, jednak – aby nie wprowadzać nieporozumień – jednostkę momentu siły nazwano niutonometrem (N · m) i nie zastępuje się jej dżulem.
Problem ten wiąże się z tym, że praca definiowana jest jako iloczyn skalarny siły i przemieszczenia, natomiast moment siły to iloczyn wektorowy siły i ramienia.

## Przedrostki SI
Wielokrotności i podwielokrotności jednostki (wyróżniono najczęściej używane):
| Wielokrotności | Wielokrotności | Wielokrotności |             | Podwielokrotności | Podwielokrotności | Podwielokrotności |
| Przedrostek    | Nazwa          | Symbol         | Przedrostek | Nazwa             | Symbol            |                   |
| -------------- | -------------- | -------------- | ----------- | ----------------- | ----------------- | ----------------- |
| 100            | dżul           | J              |             |                   |                   |                   |
| 101            | dekadżul       | daJ            | 10−1        | decydżul          | dJ                |                   |
| 102            | hektodżul      | hJ             | 10−2        | centydżul         | cJ                |                   |
| 103            | kilodżul       | kJ             | 10−3        | milidżul          | mJ                |                   |
| 106            | megadżul       | MJ             | 10−6        | mikrodżul         | µJ                |                   |
| 109            | gigadżul       | GJ             | 10−9        | nanodżul          | nJ                |                   |
| 1012           | teradżul       | TJ             | 10−12       | pikodżul          | pJ                |                   |
| 1015           | petadżul       | PJ             | 10−15       | femtodżul         | fJ                |                   |
| 1018           | eksadżul       | EJ             | 10−18       | attodżul          | aJ                |                   |
| 1021           | zettadżul      | ZJ             | 10−21       | zeptodżul         | zJ                |                   |
| 1024           | jottadżul      | YJ             | 10−24       | joktodżul         | yJ                |                   |